# Augustin Peène
Augustin Peène est un sculpteur français, né le 20 mai 1853 à Bergues, et mort le 18 mai 1913 à Meudon.

## Biographie
Augustin Pierre Charles Peène est le fils de Pierre Charles Benoit Peène et de Sophie Rosalie Mélanie Vercraeye.
Élève de Dumont et Bonnassieux, il obtient en 1881 le second prix de Rome de sculpture.
En 1904, il épouse Jeanne Louise Palmyre Beuque.
Il meurt à l'âge de 59 ans.